# Płachta Zygalskiego

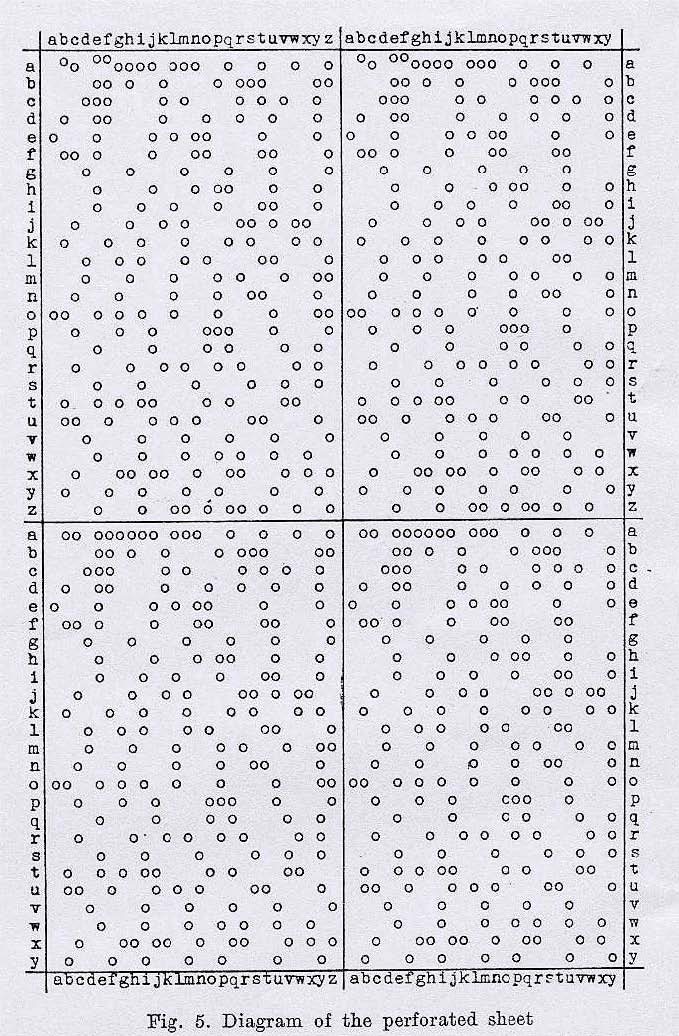
„Płachta Zygalskiego” z powieloną 4-krotnie matrycą

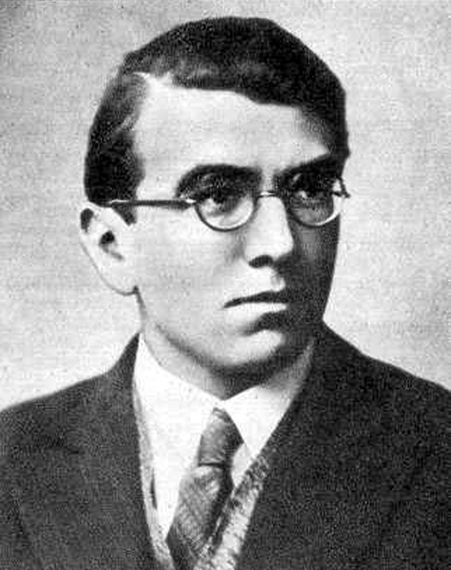
Polski kryptolog i wynalazca płacht – Henryk Zygalski.

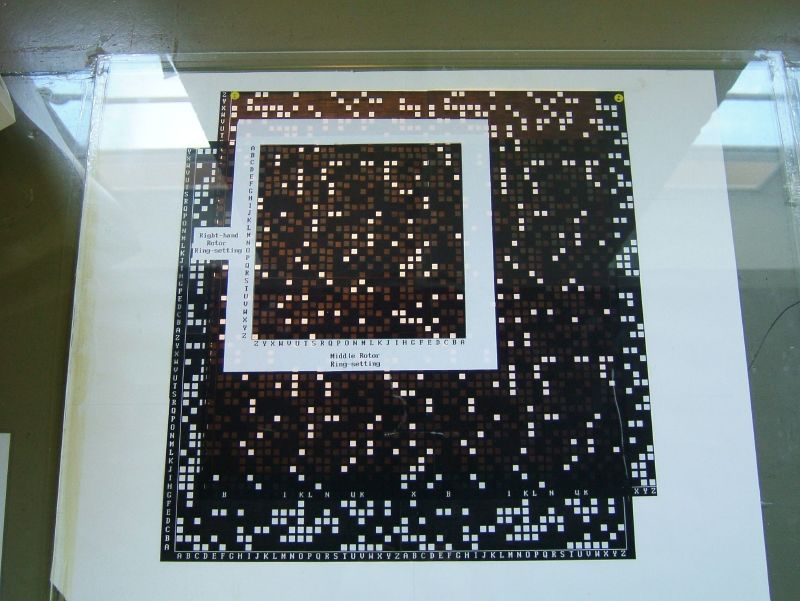
Nałożone na siebie dwie płachty Zygalskiego. Ekspozycja w brytyjskim muzeum w Bletchley Park

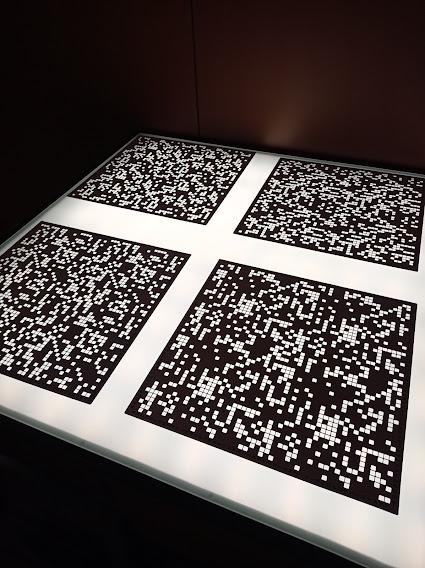
Płachty Zygalskiego na ekspozycji stałej Centrum Szyfrów Enigma w Poznaniu

Płachta Zygalskiego – arkusz perforowanego papieru służący jako nośnik danych. Używany przez polskich kryptologów do dekodowania zaszyfrowanych komunikatów niemieckiej maszyny szyfrującej Enigma z wykorzystaniem matematycznej teorii permutacji . Nazwa utworzona została od nazwiska polskiego wynalazcy Henryka Zygalskiego. Wynalazek ten odegrał dużą rolę we wczesnym dekryptażu kodów Enigmy przez polski Referat Szyfrów Niemieckich (BS-4) Biura Szyfrów Sztabu Głównego WP .

## Geneza
W latach 1935–1936 polscy matematycy z biura szyfrów wprowadzili w dekryptażu komunikatów Enigmy metodę „kart charakterystyk”. Wyparła ona wcześniejszą metodę rusztu oraz metodę zegarową, które znacznie straciły swoją efektywność w związku ze zmianami procedur kodowania wprowadzonymi przez Niemców po 1 października 1936. Zwiększenie przez nich liczby połączeń na przełącznicy kablowej Enigmy oraz codzienne zmiany klucza szyfrowania spowodowało, że deszyfracja komunikatów stała się bardziej złożona i pracochłonna.
Nowa metoda zrywała z wczesną „ręczną” deszyfracją niemieckich szyfrów i po raz pierwszy wprowadzała maszynowe ich łamanie za pomocą maszyn deszyfrujących takich jak Cyklometr – urządzenia wynalezionego przez polskiego matematyka i kryptologa Mariana Rejewskiego. Metoda „kart charakterystyk” była niezależna od liczby połączeń kabli na łącznicy Enigmy. Katalog kart konstruowano przy wykorzystaniu cyklometru, który wyliczał permutacje cykliczne . Po zapisaniu w katalogu wszystkich charakterystyk można było z niego odczytywać odpowiednie permutacje odpowiadające ustawieniu wirników danego dnia.
Cały proces deszyfracji tą metodą był dość pracochłonny i zajmował początkowo wiele czasu. Dla każdej z 17 576 pozycji, w których mogła być ustawiona maszyna, należało przeanalizować sześć możliwych sekwencji wzajemnego ustawienia wirników, co w efekcie daje 105 456 wyników. Przygotowanie pierwszego katalogu pochłonęło ponad rok pracy zespołu z biura szyfrów, ale po jej zakończeniu około 1935, określenie klucza dziennego było możliwe w czasie od 12 do 20 minut .
Około 1 lub 2 listopada 1937 Niemcy dokonali kolejnej zmiany konstrukcyjnej w Enigmie, wymieniając walec odwracający. Spowodowało to bezużyteczność dotychczasowych wyliczeń oraz potrzebę ponownego przeliczenia całego katalogu charakterystyk od początku. Biuro Szyfrów uporało się z tym zadaniem już w styczniu 1938. Płachty Zygalskiego stanowiły nową formę katalogu charakterystyk cyklicznych, która przystosowana była do nowego sposobu szyfrowania Enigmy jaką Niemcy wprowadzili po 15 września 1938.

## Sposób działania
Niemcy szyfrowali klucze wiadomości, podwójnie zmieniając je dwa razy dziennie. Karty charakterystyk Rejewskiego opracowywano na podstawie analizy komunikatów generowanych przez Enigmę. Polscy kryptolodzy starali się w nich wychwycić powtórzenia znaków, aby określić punkty stałe i wykorzystać je do znalezienia cech charakterystycznych szyfrów; stąd nazwa metody Rejewskiego – „metoda kart charakterystyk”. Karty te podczas analizy szyfrogramów ujawniły przypadki, w których ta sama zaszyfrowana litera występowała w trzech układach:
- na pierwszej i czwartej pozycji,
- na drugiej i piątej,
- na trzeciej i szóstej.

Pozycje te, nazwane przez kryptologów żeńskimi (lub potocznie „samiczkami”), odpowiadały pozycjom, na których niemiecki szyfrant wprowadził do maszyny Enigma identyczne litery wynikające z powtórzenia trzyliterowego klucza wiadomości. Zygalski intuicyjnie zrozumiał, że wychwycone przez Polaków prawidłowości związane są z kolejnością bębnów szyfrujących oraz ich pozycją startową. Dzięki przygotowaniu przez Rejewskiego kart charakterystyk dla opisania każdego z tych ustawień, możliwe stało się rozpoznanie oraz uporządkowanie zbioru wszystkich możliwych konfiguracji Enigmy. Oznaczało również, że możliwe będzie znalezienie jednej unikalnej konfiguracji dla konkretnej, zaszyfrowanej informacji, znalezienie jej klucza oraz – w konsekwencji – odkodowanie treści komunikatu. Wymagało to sprawdzenia szeregu ustawień znaków w różnych konfiguracjach, co było zajęciem skomplikowanym i czasochłonnym.
Żeby skrócić czas oraz uniknąć pomyłek związanych z błędnym odczytaniem znaków, Zygalski postanowił zautomatyzować cały proces za pomocą specjalnych arkuszy perforowanego papieru, nazwanych później od jego nazwiska płachtami Zygalskiego, które zbliżone były do powszechnie stosowanych później we wczesnej technologii komputerowej kart perforowanych. Opracował on zestaw 26 perforowanych arkuszy dla każdej z sześciu możliwych sekwencji ustawień trzech wirników Enigmy. Płachty były przygotowane dla każdej litery lewego wirnika oraz dla każdego ustawienia kolejności wirników. Każdy arkusz zawierał czterokrotnie powieloną matrycę 26x26 reprezentujących 676 możliwych pozycji startowych z ciągiem liter alfabetu a–z, a–y umieszczonych w poziomie oraz w pionie. Umieszczenie czterech matryc na jednym arkuszu wynikało ze względów praktycznych. Ułatwiało ono wzajemne przesuwanie kolejno nakładanych arkuszy. Kompletny zestaw do deszyfracji składał się z sześciu kompletów płacht, złożonych z 26 perforowanych arkuszy papieru. Dawało to w sumie 156 arkuszy, z których każdy miał ponad tysiąc otworów.
Procedura użycia płacht polegała na sprawdzeniu wszystkich sześciu możliwych zestawów trzech bębnów i sprawdzenia dla każdego z nich 26 możliwych liter na pierścieniu lewego wirnika. Pracownicy biura szyfrów na początku podejmowali decyzję, od którego układu bębnów oraz od jakiej litery na nim umieszczonej rozpocząć proces. Następnie brali pierwszą literę pierwszego indykatora dającą „pozycję żeńską” 1,4. Płachty układano na podświetlonym stole z przesunięciem o następne dwie litery indykatora. Następnie układano na nich kolejną warstwę płacht z kolejnymi indykatorami. Jeżeli jeden z otworów perforacji płacht układał się w jednej linii z otworami perforacji na pozostałych płachtach, wtedy przez wycięte otwory przenikało światło lampy umieszczonej pod stołem, które ujawniało wynik. Metoda ta pozwalała ustalić ze współrzędnych prześwitującego otworu kolejność bębnów oraz literę pierwszego bębna, co w konsekwencji pozwalało ustalić ustawienie wirnika oraz odcyfrować klucz wiadomości.
Zastosowanie płacht Zygalskiego znacznie skracało czas dekryptażu komunikatów niemieckiej maszyny szyfrującej Enigma. Teoretycznie wykonanie całego zadania wymagało przeprowadzenia 156 prób z każdym przygotowanym arkuszem. W praktyce okazało się jednak, że w większości wypadków wystarczy przeprowadzić jedynie połowę, aby otrzymać prawidłowe rozwiązanie.